# Ульяновск (авианесущий крейсер)
«Ульяновск» (заказ С-107) — недостроенный советский атомный тяжёлый авианесущий крейсер (АТАВКР) проекта 1143.7. Из-за тяжёлой экономической обстановки, сложившейся после распада СССР, строительство корабля было прекращено. Разобран на стапеле в 1992 году.

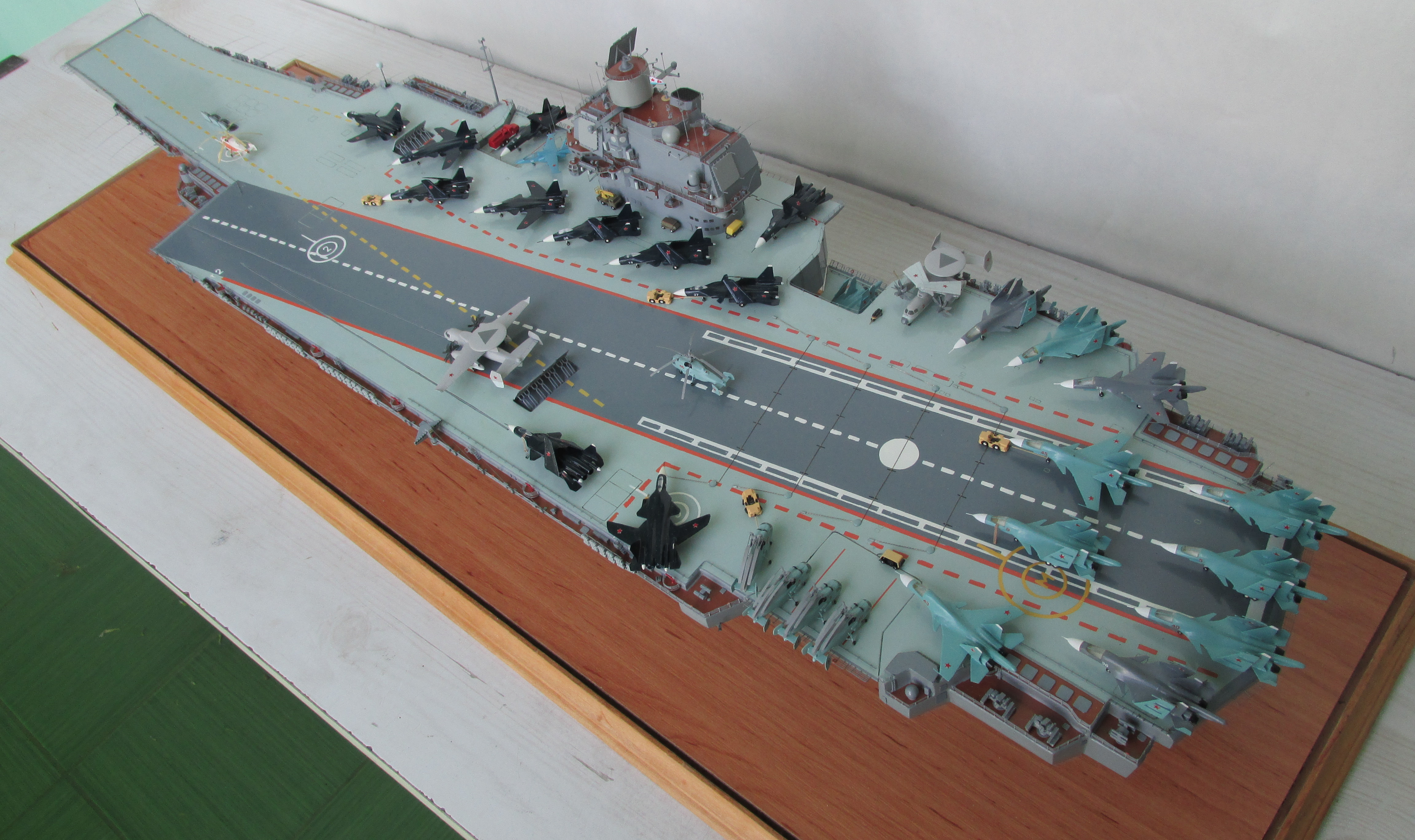
Модель АТАВКР «Ульяновск»

## История строительства
Разработка атомного тяжёлого авианесущего крейсера «Ульяновск» проекта 1143.7, который должен был стать флагманом ВМФ, началась в Невском проектно-конструкторском бюро в 1984 году под руководством Л. В. Белова (позже его сменил Ю. М. Варфоломеев). При проектировании учитывался опыт разработки проекта 1160. АТАВКР «Ульяновск» планировался как первый из четырёх однотипных кораблей.
11 июня 1986 года Главное управление кораблестроения ВМФ выдало Черноморскому судостроительному заводу в Николаеве заказ на постройку корабля проекта 1143.7, договор на строительство которого был заключён 30 декабря 1987 года. 4 октября 1988 года АТАВКР «Ульяновск» был зачислен в списки ВМФ СССР. Его официальная закладка состоялась 25 ноября 1988 года на стапеле Черноморского судостроительного завода, сразу же после спуска на воду ТАВКР «Рига». При закладке стоимость строительства была определена в 800 миллионов рублей, а общая стоимость с вооружением и расходами на проектирование составляла колоссальную по тем временам сумму в два миллиарда советских рублей. Стапельный период определялся в 2,6 года, к созданию корабля было подключено около 600 заводов. В декабре 1995 года головной АТАВКР «Ульяновск» должен был вступить в строй.
Строительство корабля шло интенсивными темпами: к середине 1991 года были установлены конструкции общей массой около 27 000 т, а готовность доведена до 18,3 процента.
1 ноября 1991 года АТАВКР «Ульяновск» был исключён из состава ВМФ, финансирование проекта прекратилось. Некоторое время завод на собственные средства вёл монтаж и сборку, но в начале 1992 года, после распада СССР, Россия и Украина окончательно отказались от дальнейшего строительства корабля.
В соответствии с распоряжением № 69-Р от 4 февраля 1992 года, подписанного первым вице-премьером Украины К. Масиком, с 5 февраля 1992 года начата разделка корпусных конструкций «Ульяновска». Затраты на эти работы составили 80 процентов от трудоёмкости уже сделанного.
К 29 октября 1992 года «нулевой» стапель был свободен — 107 заказ перестал существовать.

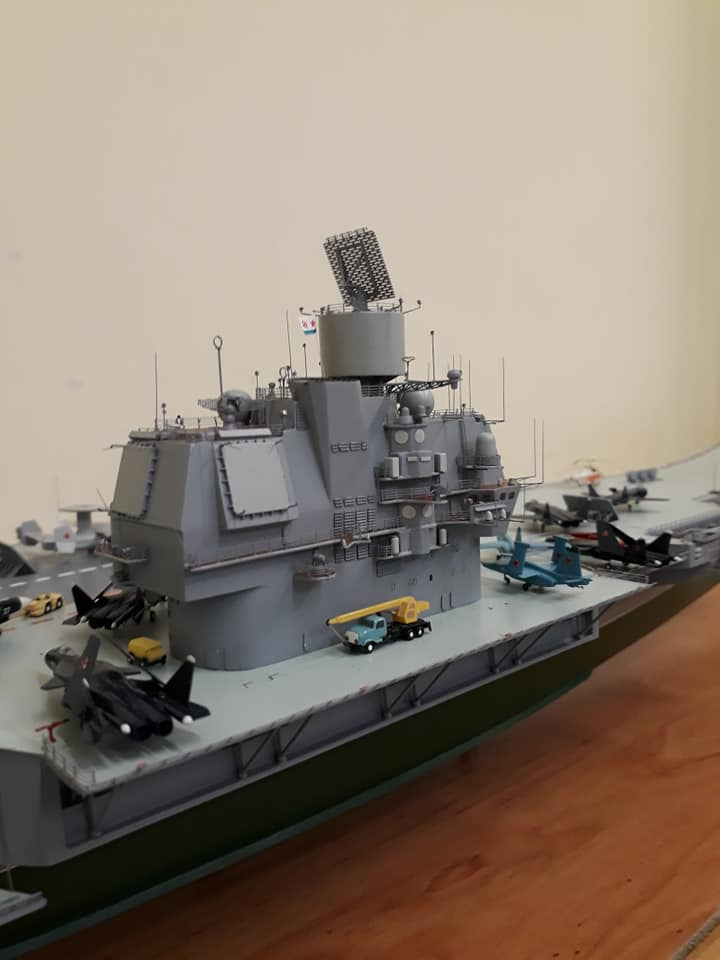
Модель ТАКР "Ульяновск" (фрагмент).

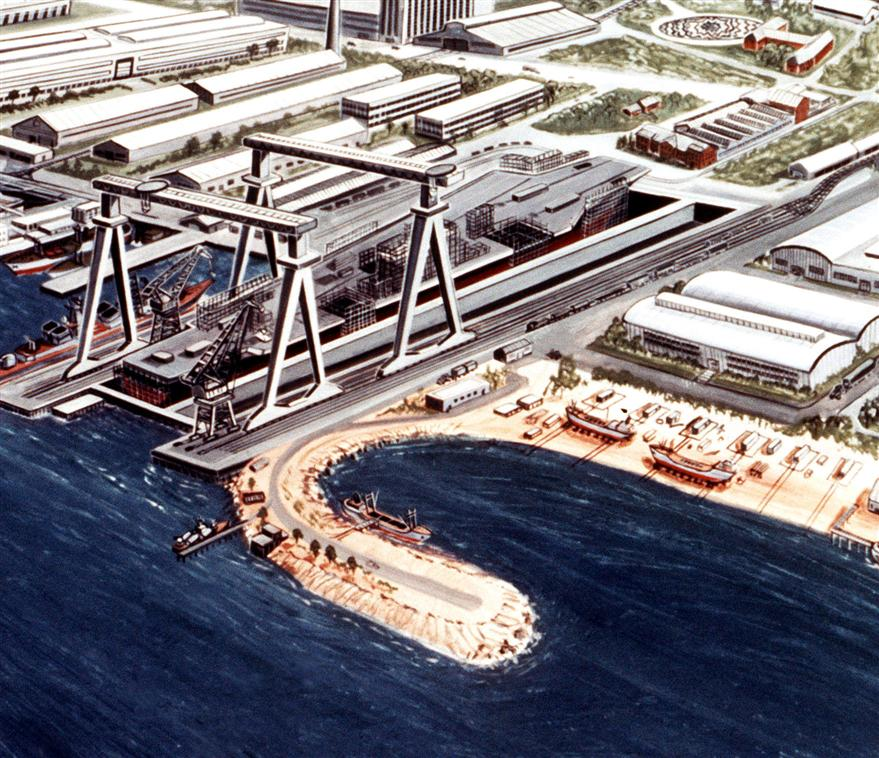
Рисунок в американском журнале 1984 года предполагаемого вида советского авианосца на стапеле

## Конструкция
Корабль имел свободную от носа до кормы полётную палубу, трамплин для взлёта самолётов, бортовые самолётоподъёмники и аэрофинишёры. Корпус корабля, выполненный в основном из броневой стали, на всём протяжении имел двойное дно. Непотопляемость обеспечивалась при затоплении пяти смежных отсеков общей длиной не менее чем 20 % длины корабля. Надстройка («остров») насчитывала 13 ярусов и имела высоту 32 м. По общей архитектуре она повторяла надстройку пр. 1143.6 и устанавливалась на спонсоне. Четыре реактора с соответствующим оборудованием попарно размещались в одном отсеке побортно. Каждый из реакторных отсеков по диаметральной плоскости корабля делился на две части водонепроницаемой переборкой. В корму от этих отсеков находились два машинных отделения, в которых устанавливались четыре ГТЗА, из которых два носовых работали на наружные гребные валы, а два кормовых — на внутренние. Электростанции располагались в нос и в корму от отсеков главной энергетической установки. Для подачи авиационного боезапаса из погребов имелось 12 лифтов. Посадка самолётов должна была производиться на аэрофинишёры в кормовой части полётной палубы. ПКР «Гранит» размещались также как и на пр. 11346.
Всего корпус делился на 20 водонепроницаемых отсеков, переборки которых доводились до ангарной палубы, имелось также второе дно и две водонепроницаемые платформы. Шпация традиционно для Невского ПКБ была принята в 1 метр. В первом (таранном) отсеке — приборы гидроакустического комплекса (ГАК) в носовом бульбовом обтекателе, якорно — швартовное устройство, цепные ящики, балластные цистерны и мелкие кладовые. Во втором (жилом) отсеке — кубрики личного состава, санитарно-бытовые помещения, цистерны. В третьем — подпалубные пусковые установки (ПУ) комплекса «Гранит» и боевые посты. В четвёртом и пятом — жилых отсеках — каюты, кубрики, кладовые, отделения вспомогательных механизмов. Шестой отсек — погреба авиабоезапаса, шахты подъёмников, каюты. В седьмом отсеке — вспомогательные механизмы, боевые посты и каюты. Восьмой и девятый отсеки — жилые. В десятом отсеке — главный командный пост (ГКП), боевая информационно-управляющая система (БИУС), боевые посты, здесь же на шестой палубе выход на забортные трапы. Одиннадцатый отсек — вспомогательные котлы, носовая электростанция, ПЭЖ, коридор газоходов. Двенадцатый — реакторный отсек с надаппаратным помещением, затем идут носовой и кормовой турбинные отсеки (носовой эшелон на бортовые винты). Пятнадцатый отсек — кормовая электростанция, щитовые. Шестнадцатый отсек — цистерны авиатоплива, погреб авиабоезапаса, вспомогательные механизмы. В следующих двух отсеках — цистерны авиатоплива в отдельных ёмкостях. Далее идут кормовые — румпельный и дифферентный отсеки.
Вдоль левого борта предусмотрен сквозной проход от носа до кормы, с огнезащитными закрытиями, в боевых условиях проход рассекается, а в каждом водонепроницаемом отсеке имеется индивидуальная шахта схода.
Размеры ангара (беспиллерсной конструкции) — 175 х 32×7,9 м, имелось три бортовых самолётоподьемника грузоподъёмностью по 50 т (два из которых на правом борту), напротив каждого бортового проёма на ангарной палубе были устроены поворотные круги для разворота самолётов после их закатки.
Энергоустановка — атомная, с 4 реакторами по 305 МВт и с 4 паровыми турбинами по 50000 л. с. Движители — 4 винта фиксированного шага диаметром 4,8 м при 300 оборотах. Скорость полного хода — 29,5 уз, экономического — 18 уз. На вспомогательных паровых котлах корабль мог дать ход в 10 узлов. Дальность плавания и мореходность неограниченная. Систем успокоения качки не предусматривалось (имелись лишь протяжённые скуловые кили). Мощность электростанции 27000 кВт — 10 турбогенераторов по 1500 кВт, 8 дизель-генераторов по 1500 кВт. Запас авиатоплива — 5000 т. Экипаж — 2300 человек, авиагруппа — 1100 человек, штаб флагмана — 40 чел. Автономность — 120 суток. Предполагалась отработанная на предыдущих ТАВКР система организации: семь боевых частей, четыре службы и три команды: (БЧ-1 штурманская, БЧ-2 ракетно-артиллерийская, БЧ-3 минно-торпедная, БЧ-4 связи, БЧ-5 электромеханическая, БЧ-6 авиационная, БЧ-7 радиотехническая, службы — медицинская, химическая, живучести и снабжения, команды — управления, комендантская, боцманская).
Вооружение: 70 летательных аппаратов, в том числе истребителей Су-33М 60 единиц, самолётов ДРЛО Як-44 4 единицы, 16 противолодочных вертолётов КА-27ПЛО, 2 поисково-спасательных вертолёта КА-27ПС. Угол трамплина — 14 градусов, его длина — 51 метр, ширина на сходе — 27 метров, посадочная полоса длиной 228 метров.
Ракетное вооружение: 12 ПКР оперативно-тактического назначения «Гранит» в подпалубных установках (с «мокрым» стартом), а также многоканальный ЗРК самообороны «Кинжал» (4 пакета по 6 ПУ) со 192 ЗУР вертикального пуска и 4 антенными постами К-12, сопряжёнными с ЗРАК «Кортик» через БИУС. Ракетно-артиллерийский комплекс самообороны «Кортик» состоял из 8 боевых модулей (256 ЗУР и 48000 патронов калибра 30 мм) и работал в режиме дострела прорвавшихся после «Кинжала» ракет или по мелким надводным целям (например, плавающие мины). Любопытно, что на «Туламашзаводе» успели изготовить 16 установок «Кортик», как раз на два авианосца, они пылились на складах фирмы и только недавно их стали устанавливать на экспортные корабли для Индии. Вместо «Кинжала» также прорабатывалась установка новейшего зенитного комплекса самообороны «Колчан» (или, иначе, «Полимент-Редут»), который, конечно же, никак не успевал ко времени сдачи корабля. Вместо «Кортика» мог быть установлен ЗРАК «Палаш» с более высокими характеристиками.
Противолодочное и противоторпедное вооружение включало в себя ГАК «Звезда» с РКПТЗ «Удав» (боезапас — 60 РГБ), правда, со стапельных фотографий носовой части «Ульяновска» видно, что скорее всего, оставлен «Полином», как и на предыдущих четырёх, только без буксируемой антенны.
Радиотехнические системы включали в себя БИУС «Трон-Дипломант», при помощи которой системы ПРО были объединены в единый автоматизированный контур; авиационную БИУС, систему наведения истребителей «Газон», навигационный комплекс «Андромеда» (обеспечивающий полуторакратное увеличение точности по сравнению с «Салгиром»), комплекс средств радиосвязи, систему космической связи «Центавр», комплекс обнаружения воздушных и надводных целей с системой обработки информации «Марс-Пассат», резервные РЛС общего обнаружения МР-650 «Подберёзовик» и обнаружения низколетящих воздушных целей МР-350 «Подкат-М», РЛС управления полётами «Резистор К-4», навигационные РЛС «Волга», автоматизированный комплекс средств РЭБ ТК-146 «Созвездие-БР»

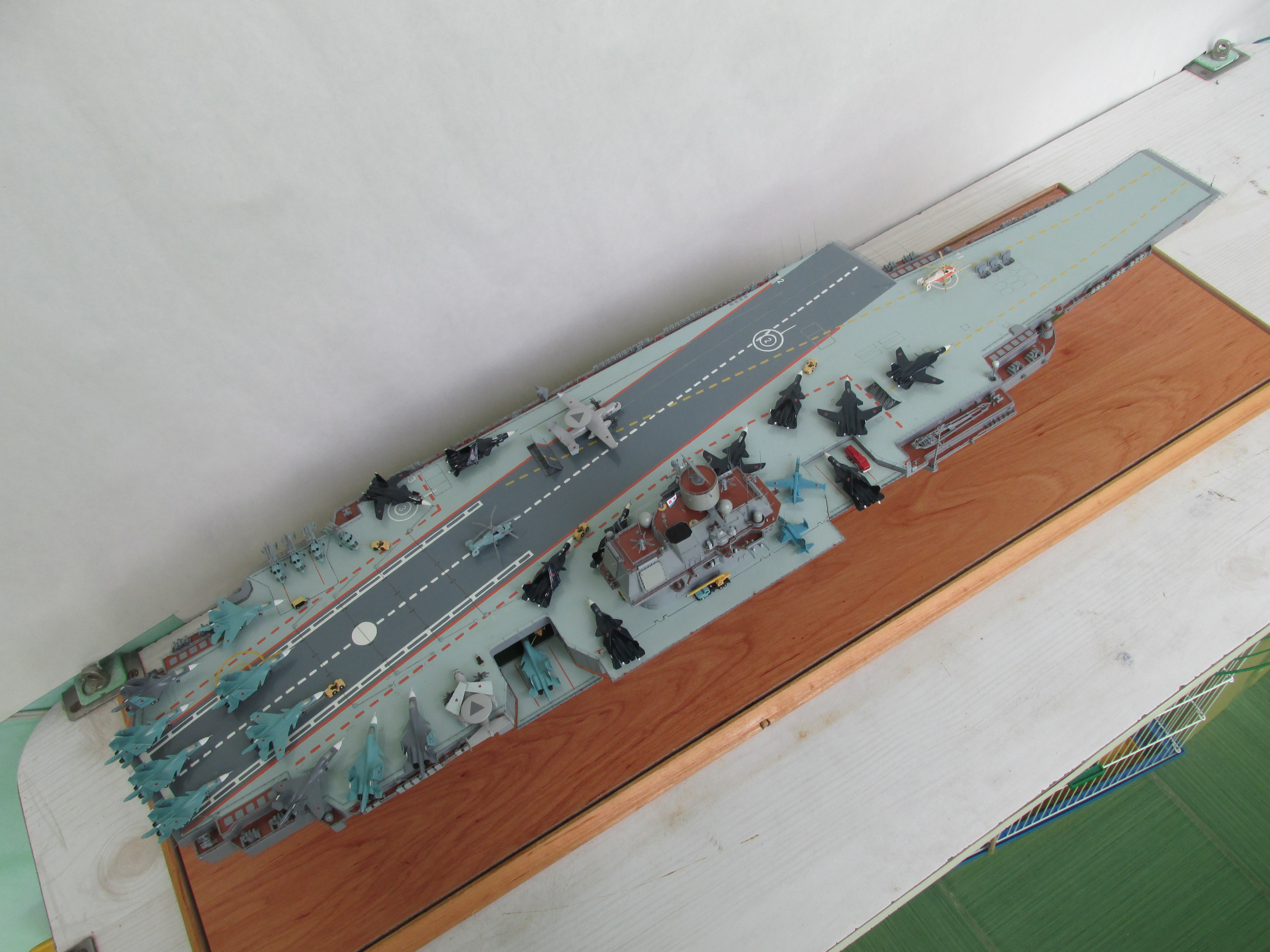
Крейсер "Ульяновск"

### Реактор
Разработка АППУ для нового авианосца проводилась на базе освоенного в производстве оборудования реакторов КН-3, которые устанавливались на атомных крейсерах типа «Киров», только форсированного типа, с продлённым до 12 лет ресурсом активной зоны за счёт применения высокообогащённого урана. Работы выполнялись под руководством главного конструктора ОКБМ Ю. К. Панова, технический проект компоновки АППУ выполнялся под руководством А. В. Агеева, а рабочий проект (с 1987 г.) под руководством И. С. Вотинцева.
Установка проектировалась с обеспечением новых повышенных требований по безопасности, к реализации намечались все самые современные технические решения (в том числе экранированный коллектор системы компенсации давления), полностью учитывающие опыт создания и эксплуатации установок-прототипов. АППУ типа КН-3 показала себя вполне безопасной и ремонтопригодной — так, на 800 заказе в 1985 году вышел из строя один из насосов первого контура. Год корабль ходил с ограничением мощности, после чего на заводе насос был заменён в течение 10 суток. Отдельные ремонтные работы производились в системах компенсации давления, трубных систем парогенераторов и не приводили к отклонениям от нормы радиационной обстановки на кораблях (за пределами подблочного пространства АППУ).
Рабочий проект был согласован в 1988 году со всеми заинтересованными предприятиями и началось изготовление необходимой оснастки и оборудования. С августа 1988 года сотрудниками бюро компоновки было начато периодическое техническое обслуживание изготовления и монтажа реактора КН-3-43 на заводе-строителе. Корабельной АЭУ с такими характеристиками в мире до этого не было и нет до сих пор — при мощности турбоагрегатов около 300 МВт и мощности вспомогательных систем 27 МВт общая мощность составляла 810 МВт, что почти вдвое превышает таковую на американских авианосцах, паропроизводительность дошла бы в час до 900 тонн пара при его температуре в 475 градусов.
К моменту полного прекращения финансирования строительства в ноябре 1991 года на заводе-строителе было завершено изготовление четырёх баков железоводной защиты, блоков биологической защиты, секций ограждения, была начата сварка главных патрубков насосов первого контура.

### Конструктивная защита
Надводная бронированная защита погребов и ангара общей массой 1700 т была впервые внедрена на четвёртом корабле ТАВКР «Баку» проекта 1143.4. Принятая система как бы зеркально отличалась от классического линкорного бронирования: защита имела взводную (экранную) переборку, за которой на расстоянии 3,5 м располагалась броня.

## Авиагруппа

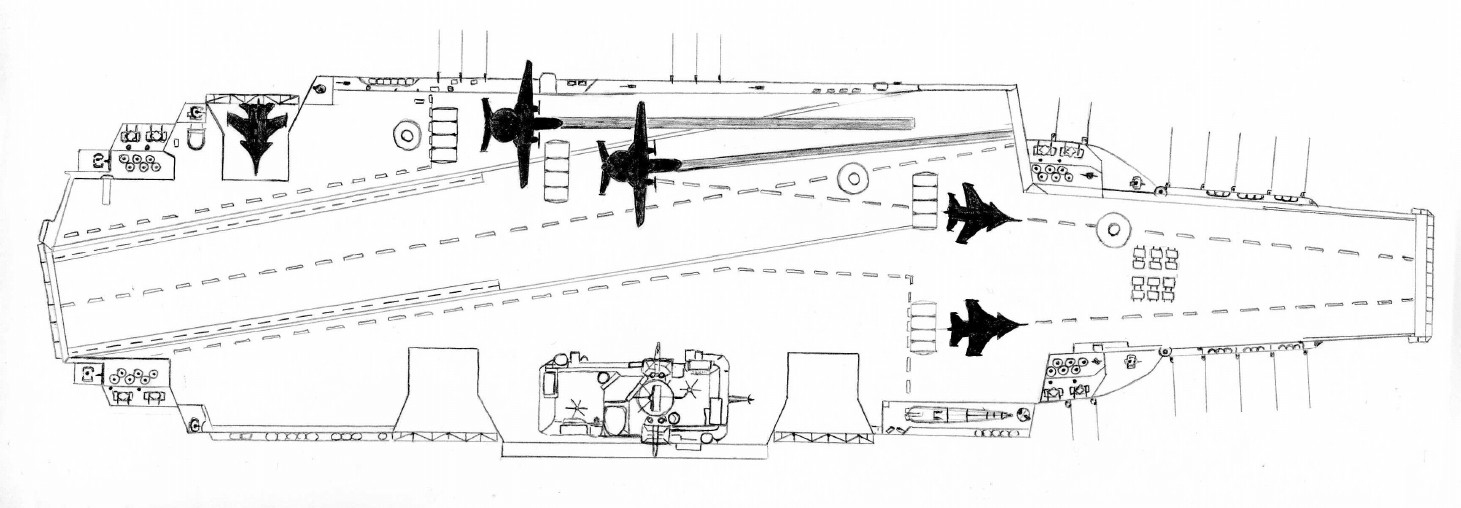
Самолёты Як-44 и Су-27К на палубе АТАКР «Ульяновск»

Для нового корабля промышленность предлагала как относительно готовые тяжёлые палубные истребители Су-33 (так с 1988 года стал называться Су-27К), и вертолёты Ка-27, так и совершенно новый корабельный самолёт радиолокационного дозора Як-44.
Два истребителя типа Су-33, патрулирующие на удалении 120—130 км от корабля базирования, на высотах от 4500 до 7500 метров, с общим временем патрулирования до трёх часов. При базировании самолётов Як-141 ими предполагалось управлять при помощи вертолёта радиолокационного дозора и наведения Ка-252РЛД.

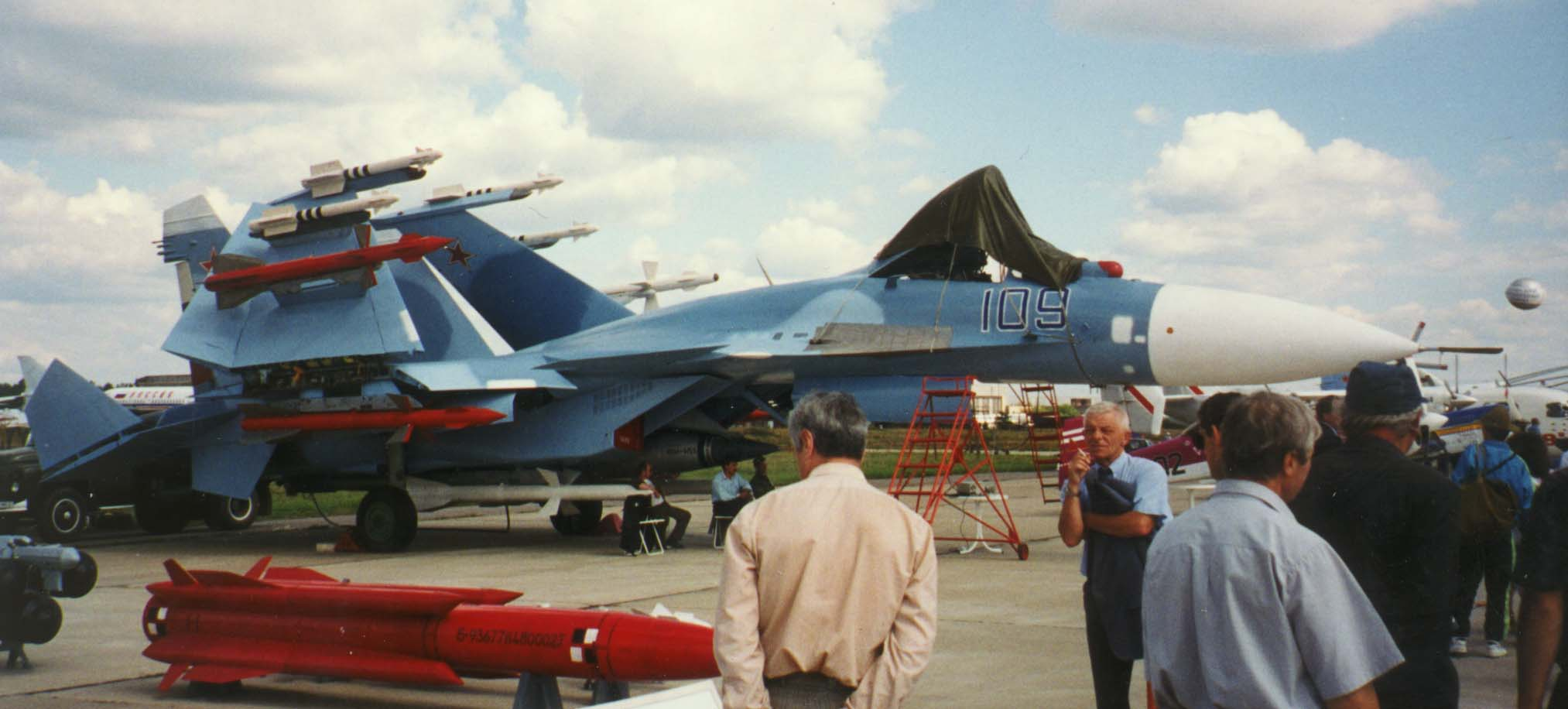
Су-33 со сложенным крылом и ГО на выставке

Для учебных целей предполагалось наличие самолётов МиГ-29КУБ и Су-25УТГ. Авиагруппа АТАВКР «Ульяновск» должна была включать 70 летательных аппаратов. Планировался следующий её состав:
- Истребитель Су-33м — 60 шт.
- Самолёт РЛДНУ Як-44 — 4 шт.
- Противолодочный вертолёт Ка-27 — 2 шт.
- Поисково-спасательный вертолёт Ка-27ПС — 2 шт.

Корабль оснащался двумя паровыми катапультами «Маяк», созданными на Пролетарском заводе, трамплином и четырьмя аэрофинишёрами. Для хранения ЛА под палубой имелся ангар размером 175×32×7,9 м. На полётную палубу ЛА поднимались при помощи трёх подъёмников грузоподъёмностью по 50 т (два по правому борту и один по левому). В кормовой части размещалась оптическая система посадки «Луна».

## Общая оценка проекта
По своим характеристикам, АТАВКР типа «Ульяновск» являлись бы первыми советскими авианесущими кораблями, не уступающими по размерам и возможностям авиагруппы американским атомным многоцелевым авианосцам типа «Энтерпрайз» и «Нимиц». Наличие (впервые в советской практике) паровых катапульт и возможностей поднимать самолёты ДРЛОиУ значительно расширяли функции корабля в сравнении с предшествующими классами.
Сравнивая авиагруппу корабля с авиагруппой, принятой в то время на АВМА типа «Нимиц», можно видеть существенные отличия:
| Класс самолётов                  | АВИА типа «Нимиц» до 2005 года | АВМА типа «Нимиц» после 2005 года | АТАВКР «Ульяновск» |
| -------------------------------- | ------------------------------ | --------------------------------- | ------------------ |
| Дальние истребители-перехватчики | 28 самолётов F-14              | Нет                               | Нет                |
| Ударные истребители              | 28 самолётов F/A-18            | 28 F/A-18C 24 F/A-18F             | 60 Су-33           |
| Штурмовики                       | 12 A-6E                        | Нет                               | Нет                |
| Самолёты ДРЛОиУ                  | 4 E-2C                         | 4 E-2C                            | 4 Як-44            |
| Самолёты РЭБ                     | 4 EA-6B                        | 4 EA-6B                           | Нет                |
| Противолодочные самолёты         | 10 S-3A                        | 8 S-3B (летающие танкеры)         | Нет                |
| Противолодочные вертолёты        | 6 SH-3H                        | 4 SH-60F                          | 16 Ка-27           |
| Многоцелевые вертолёты           | Нет                            | 2 HH-60H                          | 2 Ка-27ПС          |
| Транспортные самолёты            | 2 С-2 «Грейхаунд»              | 1 С-2 «Грейхаунд»                 |                    |

Отличия в составе авиагрупп объясняются разными доктринами применения авианосцев у СССР и США. Для ВМС США, в планах оперирования которых преобладали ударные функции, а основными возможными противниками числились советская МРА и ПЛАРК, было оправдано наличие на борту как специализированных перехватчиков и специализированных штурмовиков, так и дальних самолётов ПЛО. Для СССР, авианосцы которого предполагались на роль средства прикрытия развёртывания НК и ПЛ в океане, основным противником являлась палубная и береговая авиация НАТО, имевшая численный перевес. Поэтому вполне оправданным кажется насыщение советских авиагрупп истребителями. Тенденции развития авиагрупп США в 2005—2011 находятся в определённом соответствии с советскими предположениями для АТАВКР «Ульяновск».
Некоторым анахронизмом выглядело сохранение на авианосце мощного ударного вооружения. По некоторым данным, на втором корабле проекта его уже не должно было быть.